# Тургенєвка (Бахчисарайський район)
Турге́нєвка (до 1945 року — Тебєрті́, крим. Teberti) — село в Україні, у Бахчисарайському районі Автономної Республіки Крим. Підпорядковане Залізничненській сільській раді. Розташоване в центрі району.
Тургенєвка – велике село, в якому живе майже півтори тисячі людей, діють дитячий садок і школа, є православний та мусульманський храми.

## Історія
Історія села, яке до депортації кримських татар мало назву Теберті, простежується мінімум на шість століть.
Перейменовано у 1945 році на честь льотчика, майора Павла Степановича Тургенєва, який загинув під час визволення Криму поблизу села у травні 1944 року.
26 січня 2014 року у селі в рамках ленінопаду, вперше у Криму, знесли пам'ятник Леніну.
У 2023 році у проєкті Постанови Верховної Ради України «Про перейменування деяких населених пунктів Автономної Республіки Крим» селу запропоновано повернути назву Теберті.